# إيسوكي ناكانيشي
إيسوكي ناكانيشي (中西 永 輔) ولد في 23 يونيو 1973 في سوزوكا، مي هو لاعب مدافع كرة قدم ياباني السابق. وكان عضوا في الفريق الوطني الياباني بين عامي 1997 و 2002. ولعب مباراتين في بطولة كأس العالم لكرة القدم عام 1998.

## روابط خارجية
1. ↑  "معلومات عن إيسوكي ناكانيشي على موقع data.j-league.or.jp". data.j-league.or.jp. مؤرشف من الأصل في 2017-10-02.
2. ↑  "معلومات عن إيسوكي ناكانيشي على موقع ameblo.jp". ameblo.jp. مؤرشف من الأصل في 2019-04-14.
3. ↑  "معلومات عن إيسوكي ناكانيشي على موقع national-football-teams.com". national-football-teams.com. مؤرشف من الأصل في 2020-03-12.

- إيسوكي ناكانيشي على موقع الاتحاد الدولي (مؤرشف)  (الإنجليزية)
- إيسوكي ناكانيشي على موقع رابطة كرة القدم اليابانية للمحترفين (اليابانية)
- إيسوكي ناكانيشي على موقع قاعدة بيانات كرة القدم.إي يو (الإنجليزية)
- إيسوكي ناكانيشي على موقع ناشيونال فوتبول تيمز (الإنجليزية)
- إيسوكي ناكانيشي على موقع Soccerway.com (الإنجليزية)
- إيسوكي ناكانيشي على موقع عالم كرة القدم.نت (الإنجليزية)